# Michihiro Tsuruta
Michihiro Tsuruta (jap. 鶴田 道弘 Tsuruta Michihiro; ur. 4 stycznia 1968) – japoński piłkarz występujący na pozycji pomocnika.

## Kariera klubowa
Od 1990 do 2000 roku występował w klubach Nagoya Grampus Eight, Vissel Kobe i Ventforet Kofu.